# Tcheng Yu-hsiu
Tcheng Yu-hsiu (xinès tradicional: 鄭毓秀, pinyin: Zhèng Yùxiù; Xin'an, 1891 - San Francisco, 1959) va ser la primera dona advocada i jutgessa a la Xina. Política, activista, revolucionaria, i feminista. Va ser una d'un nombre selecte de dones xineses que van tenir un paper destacat en la política xinesa a principis del segle xx. Pionera en el procés construcció del sistema legal de la nova República de la Xina (1912 - 1949) i defensora del moviment feminista.

## Biografia
Tcheng-Yu-hsi, també coneguda com Madame Wei Tao-ming, Soumé Tcheng, o Zhèng Yùxiù, va néixer en una família de funcionaris al poble de Xixiang Xiangwuxia, comtat de Xin'an, prefectura de Guangzhou, província de Guangdong. El seu avi Zheng Yao era un empresari immobiliari i de la construcció, del sector més ric de Hong Kong i el seu pare Zheng Wenzhi, un funcionari menor a la Junta d'Ingressos del govern de l'emperador Guangxu de la dinastia Qing.

#### Primers anys
Era la més petita de quatre fills, i va créixer en un ambient de família acomodada amb criats i fills dels criats, tots dominats per l'àvia paterna "una dona ultraconservadora ". Pel que fa a l'educació, com a filla d'un erudit funcionari, juntament amb la resta dels germans, va rebre l'ensenyament a casa d'un tutor privat, un privilegi que no s'ofereix a la majoria de les noies xineses de l'època. El 1903, va anar a Pequín amb la seva mare i va entrar a l'escola de noies "Beijing Chongshi " i després a un internat de missioneres americanes, el Zhong-Xi a Tianjin, on va on va aprendre anglès però va optar per no seguir la instrucció religiosa.
Des de molt jove va ser una rebel i va lluitar contra algunes de les regles i tradicions socials de l'època. Quan tenia sis anys ja es va negar a lligar-se els peus i quan els seus pares van acordar el seu matrimoni amb el fill d'un funcionari als 13 anys, ella va escriure personalment al seu promès. per dissoldre el compromís. Abans de viatjar a França va anar al Japó.

#### Estada al Japó
Als 16 anys, va arribar al Japó amb la seva germana. Durant la seva estada al Japó va conèixer molts joves revolucionaris i gràcies a Liao Zhongkai es va unir al moviment revolucionari, violent i anti-manxú, Tongmenghui, que va tenir un paper important en la unificació del moviment revolucionari contra la Dinastia Qing, que entre altres objectius tenien el projecte d'assassinar a Yuan Shikai i a ministres del govern de la Dinastia Qing. Alguns historiadors afirmen que Tcheng i va tenir un paper important i que per evitar ser detinguda va marxar a França.

#### Revolució de 1911
Al tornar a la Xina va entrar al partit nacionalista Guomindang. Després de la Revolució de 1911, a Pequín va participar activament en el moviment de sufragi femení iniciat per Tang Qunying i altres estudiants que havia conegut al Japó. El 20 de febrer de 1912, Tcheng i altres es van posar en contacte amb diversos grups de dones a Nanjing, i van decidir formar la "Lliga de sufragi femení", amb l'objectiu de sol·licitar al govern central que retornés el sufragi fement. L'1 d'abril,Tcheng, Pan Lianbi, Wu Chongmin i altres van fundar el "Women's Chinese Journal" a Tianjin, amb el propòsit de promoure els estudis xinesos i desenvolupar els drets de les dones. A l'agost, va fundar el "Patriotic Daily" a Pequín.

#### Formació a França
El 1912, va conèixer l'anarquista i organitzador revolucionari Li Shizeng i es va matricular a la seva escola preparatòria per a estudiants xinesos amb l'esperança d'anar a França amb el programa d'estudis. El 1914 es va traslladar a França i es va instal·lar a París. Tcheng va ser una de les poques dones que van anar a França amb aquest programa.
A París va adoptar el nom de Soumay Tcheng. Va matricular-se a la Sorbona per estudiar Dret. Va rebre el seu doctorat a la Facultat de Dret de París el 1926, amb la tesi "El Moviment constitucional a la Xina. Estudi de Dret comparat".

#### Conferència de Pau de París (1919)
El 1919, a causa de la seva fluïdesa en francès, va ser nomenada agregada de la delegació xinesa a la Conferència de Pau de París, encarregada de les relacions amb la premsa i els enllaços. També va ser una figura destacada d'una organització estudiantil xinesa a França, "Associació Internacional de Promoció de la Pau de la Xina" que es va oposar a la transferència dels antics drets alemanys a la província de Shantung al Japó.
Durant la Conferència la delegació xinesa estava a punt d'acordar la cessió als japonesos del territori antigament alemany a la Xina. Això va ser molt rebutjat pels expatriats xinesos a França que estaven al corrent de les discussions i Tcheng va tenir l'encàrrec d'aturar l’acord; Ho va fer d'una manera inusual. Quan el cap de la delegació xinesa estava donant una passejada pel jardí de la seva residència, Tcheng va aparèixer amb el que semblava una pistola a la màniga i va amenaçar-li de disparar si firmava l'acord. La delegació xinesa mai va acabar signant l'acord i Tcheng va conservar la branca de roser que va utilitzar com una falsa pistola, i la va guardar a la sala d'estar de casa seva.

#### Advocada i jurista a la Xina
Amb el seu marit, l'advocat Wei Tao-ming, que va conèixer a França es van establir com a advocats a Xangai, convertint a Tcheng en la primera dona a exercir com a advocada al país.
La seva activitat com a jurista, inclosa la seva actuació en un divorci destacat entre dues estrelles famoses de l'òpera, on va exercir com a advocada defensora de la famosa actriu Meng Xiaodong, contra el mestre de l'Òpera de Pequín, Mei Lanfang, li ajudar a obtenir el càrrec de jutge en un tribunal de la concessió francesa de Xangai, convertint-se així en la primera dona jutge a la Xina.
Quan els nacionalistes van arribar al poder l'any 1927, van nomenar a H. Y. Loo (Lu Hsing-yuan) president de la Cort Provisional, que s'havia establert perquè els casos de les concessions occidentals que involucraven nacionals xinesos poguessin ser jutjats per jutges xinesos. Loo, un advocat que tenia un màster a Oxford, havia servit anteriorment com a president de la Cort Suprema del govern de Canton encapçalat per Sun Yat-sen. Més tard, el 1927, Wang Ch'ung-hui, aleshores ministre de justícia, va nomenar Ta cheng, a qui havia conegut a Europa quan havia exercit com a jutge adjunt del Tribunal Internacional de Justícia de La Haia, per succeir a Loo. No obstant això, Loo es va negar a deixar el lloc. Cheng. Malgrat això, va ser la primera persona xinesa, home o dona, a exercir l'advocacia als tribunals extraterritorials francesos de Xangai. Va defensar que les dones tinguessin les seves pròpies veus i opcions en el matrimoni, treballant per redactar el codi civil de l'època republicana xinesa.
A principis de 1928, va ser enviat a París per les autoritats de Nanquín per intentar arribar a un acord preliminar amb el govern francès pel que fa a la situació que canviava ràpidament a la Xina i el novembre d'aquell any va ser nomenada membre del Yuan Legislatiu. Va ser una de les dues primeres dones membres, l'altra va ser Soong Mei - ling, l'esposa de Chiang Kai-shek. Durant els anys de 1928 a 1931, va treballar al Yuan Legislatiu mentre el seu marit va exercir com a ministre de justícia (1928-29) i com a alcalde de Nanking (1930-31). També va ser un dels cinc membres de la comissió establerta per codificar el codi civil xinès, que va ser promulgat pel govern nacionalista el 1931.
Tcheng va utilitzar la seva veu cada cop més destacada per defensar l'apoderament de les dones a la Xina i ho va canalitzar al seu treball en el Yuan Legislatiucom a membre del Guomintang, on va desenvolupar un paper important i va exercir una certa influencia sobre el polític i jurista Wang Chung-hui. Finalment es va convertir en la presidenta de la Universitat de Ciència Política i Dret de Xangai.

#### Estada als Estats Units
L'abril de 1941 el seu marit Wei va ser nomenat ambaixador a França. Inicialment van anar a Hong Kong per anar cap a França via San Francisco, però al arribar van saber que les tropes japoneses havien ocupat parts de la Indoxina francesa i van decidir esperar als Estats Units per aclarir la situació.
Durant l'hivern de 1941-42 a Washington, Wei va servir com a membre del personal de l'ambaixada xinesa i després va ser nomenat ambaixador de la Xina als Estats Units. Durant l'etapa de Wei com ambaixador (1942 a 1945), Tcheng va participar activament en temes socials i va tenir un paper destacat durant la històrica visita de Madame Chiang Kai-shek als Estats Units a principis de 1943, i es va convertir en presidenta honorària del Consell d'Ajuda de la Xina.
Després de la guerra, ella i el seu marit van tornar a la Xina, on Wei va ser nomenat vicepresident del Yuan Legislatiu a Nanking el 1946. El 1947 Tcheng va ser elegida al Yuan Legislatiu, a Xangai. A la primavera de 1947, Wei va ser traslladat a Taipei com el primer governador civil de la província de Taiwan. Va ocupar aquest càrrec fins a finals de 1948, quan va ser substituït per un militar, amb la responsabilitat de preparar l'evacuació del continent cap a Taiwan.
A finals del 1949, Wei i Tcheng van tornar als Estats Units, primer a Nova York i després al sud de Califòrnia.
Tcheng Yü-hsiu va morir de càncer a Los Angeles (EUA) el 16 de desembre de 1959.

## Obra escrita
El 1944, Tcheng Yu-hsiu va publicar la seva autobiografia "Els meus anys revolucionaris" sota el seu nom de casada Madame Wei Tao-ming, publicat per primera vegada mentre vivia a Washington.
Altres publicacions a destacar son: 
- 1920: "Souvenirs d'enfance et de révolution/Memories of Childhood and Revolution"
- 1925: Le Mouvement constitutionnel en Chine. Étude de droit comparé,/The Constitutional Movement in China: : A Study of Comparative Law
- 1926: A Girl from China
- 1927: 中國比較憲法論 (versió xinesa de la seva tesi doctoral).